# Baetopus
Baetopus is een geslacht van haften (Ephemeroptera) uit de familie Baetidae.

## Soorten
Het geslacht Baetopus omvat de volgende soorten:
- Baetopus asiaticus
- Baetopus montanus
- Baetopus trishae
- Baetopus wartensis